# Pohreby (rejon browarski)
Pohreby (ukr. Погреби) – wieś na Ukrainie, w obwodzie kijowskim, w rejonie browarskim, nad Desną. W 2001 roku liczyła 2087 mieszkańców.